# Hermsdorf (Krušné hory)
Hermsdorf je obec v německé spolkové zemi Sasko. Nachází se v zemském okrese Saské Švýcarsko-Východní Krušné hory a má 782 obyvatel.

## Geografie
Obec Hermsdorf se nachází ve východní části Krušných hor na hranici s Českou republikou. Prochází jí zrušená část železniční trati Nossen – Moldava v Krušných horách. Hermsdorfem protéká Bílý potok.

## Historie
Hermsdorf byl založen patrně kolem roku 1300 a nese jméno svého lokátora Hermanna. Roku 1994 se připojila dosud samostatná obec Seyde.

## Správní členění
Hermsdorf se dělí na 3 místní části.
- Hermsdorf
- Neuhermsdorf
- Seyde

## Pamětihodnosti
- evangelický kostel v Hermsdorfu
- rolnické a vlastivědné muzeum
- most Alte Zinnbrücke v Seyde
- královský saský milník

## Osobnosti
- Werner Richter (1918–2004) – cyklista